# Pitthea aurantifascia
Pitthea aurantifascia är en fjärilsart som beskrevs av Louis Beethoven Prout 1921. Pitthea aurantifascia ingår i släktet Pitthea och familjen mätare. Inga underarter finns listade i Catalogue of Life.